# Rachata Hampanont
Rachata Hampanont (tiếng Thái: รชตะ หัมพานนท์, phiên âm: Ra-cha-ta Ham-pha-non, sinh ngày 8 tháng 2 năm 1995) còn có nghệ danh là Jam (แจม), là một diễn viên, người mẫu và người dẫn chương trình người Thái Lan. Anh hiện là nghệ sĩ trực thuộc Đài One 31. Một số tác phẩm nổi bật mà anh tham gia gồm: Mộng Hồ Điệp, Wayla Kammathep (Yêu nhầm chị dâu), Laws of Attraction (Luật hấp dẫn)...

## Tiểu sử
Jam sinh ra và lớn lên tại tỉnh Udon Thani, Thái Lan. Do bố mẹ Jam ly hôn từ lúc anh còn nhỏ, thời niên thiếu anh sống cùng ông bà nội. Anh từng theo học tại các trường Ban Na Kham Noi (tiểu học), Namsom Pittayakom (trung học), sau đó tốt nghiệp Cử nhân chuyên ngành guitar tại Khoa Giáo dục nghệ thuật tự do, Đại học Loei Rajabhat.

## Sự nghiệp
Trước khi trở thành nghệ sĩ của Đài One 31, Jam từng làm nhiều ngành nghề khác nhau như giáo viên âm nhạc tại trường Nong Bua Pittayakarn, người mẫu, diễn viên đóng quảng cáo, MV, diễn viên quần chúng... Anh cũng đã từng có ý định thi công chức để trở thành cảnh sát hoặc giáo viên.
Năm 2016, Jam tham gia cuộc thi Mister National Thailand 2016 và giành danh hiệu Mister United Continents Thailand 2017.
Năm 2017, anh trở thành Mister Grand International Thailand 2017, đại diện Thái Lan tham dự cuộc thi Mister Grand International 2017 tại Philippines và giành danh hiệu Á Vương 1. Anh cũng là Mister Grand đầu tiên của Thái Lan.
Năm 2019, Jam tham gia chương trình Người ấy là ai (phiên bản Thái) do Đài One 31 sản xuất. Sau chương trình, phía đài đã liên hệ và mời anh ký hợp đồng chính thức. Từ năm 2020 tới nay, Jam chính thức trở thành nghệ sĩ do Đài One 31 quản lý.
Tại Giải thưởng Ngôi Sao Xanh lần thứ 10 (10/01/2024) ở Việt Nam, Jam Rachata đã giành giải thưởng Nam diễn viên nước ngoài được yêu thích nhất do khán giả bình chọn, với hơn 1.200.000 lượt bình chọn, xác lập kỷ lục là nghệ sĩ đầu tiên đạt trên 1 triệu lượt bình chọn tại các mùa của giải thưởng này, cũng là thành tích cao nhất của hạng mục "Diễn viên nước ngoài được yêu thích nhất".

## Danh sách phim ảnh và chương trình truyền hình

### Phim truyền hình
| Năm  | Phim                                                                  | Vai diễn                 | Đóng với              | Ghi chú              |
| ---- | --------------------------------------------------------------------- | ------------------------ | --------------------- | -------------------- |
| 2017 | But in tn past (แต่ปางก่อน)                                             |                          |                       | Diễn viên quần chúng |
| 2017 | เสน่หา Diary (ตอน แสบเสน่หา)                                            |                          |                       | Diễn viên quần chúng |
| 2017 | Diamond Eyes (ตาสัมผัสผี)                                                |                          |                       | Diễn viên quần chúng |
| 2018 | Love Songs Love Series: Sabai Sabai (ตอน สบาย สบาย)                   |                          |                       | Diễn viên quần chúng |
| 2018 | Hi-So Sa Orn (ไฮโซสะออน)                                              |                          |                       | Diễn viên quần chúng |
| 2018 | Bangkok Love Stories 2: Innocence (Bangkok รัก Stories 2 ตอน ไม่เดียงสา) |                          |                       | Diễn viên quần chúng |
| 2018 | Mia 2018 (มีย 2018 รักเลือกได้ / Làm vợ thời nay)                         | Phụ huynh                |                       | Diễn viên quần chúng |
| 2019 | Boy for Rent (ผู้ชายให้เช่า)                                              | Khách hàng               |                       | Diễn viên quần chúng |
| 2019 | My Ambulance (รักฉุดใจนายฉุกเฉิน)                                         | Nhân viên y tế           |                       | Diễn viên quần chúng |
| 2020 | Rabam Mek (ระบำเมฆ)                                                   | Thành viên đội Ratchasee |                       | Diễn viên quần chúng |
| 2020 | Rak Na Kor Rab (รักนะขอรับ)                                             | Yod                      | Sireethorn Leearamwat | Vai chính đầu tiên   |
| 2022 | Wayla Kammathep (เวลากามเทพ / Yêu nhầm chị dâu)                       | Sarut                    | Sarucha Petchroj      |                      |
| 2022 | Khun Chai (คุณชาย / Mộng hồ điệp)                                      | Jiu/Jiw                  | Thanapat Kawila       | Vai chính            |
| 2023 | Laws of Attraction (กฎแห่งรักดึงดูด / Luật hấp dẫn)                       | Tinn                     | Thanapat Kawila       | Vai chính            |
| 2023 | Pen Tor 2023 (เป็นต่อ 2023)                                             | Ohm                      |                       | Diễn viên khách mời  |
| 2025 | Heman Tawan Ron (เหมันต์ตะวันรอน / Mặt trời mùa đông)                    | Raweekan                 | Wannarot Sonthichai   | Vai chính            |
| 2025 | Ruean Chon Saeng (เรือนโชนแสง / Khát khao rực lửa)                     | Sin                      |                       | Vai chính            |

### Special
| Năm  | Phim                               | Vai diễn | Đóng với | Ghi chú             |
| ---- | ---------------------------------- | -------- | -------- | ------------------- |
| 2019 | Love Love You 2 (อยากบอกให้รู้ว่ารัก 2) |          |          | Diễn viên khách mời |

### MV
| Năm  | Tên MV                              | Nghệ sĩ                   | Ghi chú |
| ---- | ----------------------------------- | ------------------------- | ------- |
| 2020 | ปานได้เหี่ยมาเนาะ                      | Tai Orathai               |         |
| 2022 | รักแท้ 真爱 [CHINESE VERSION 中文版 ] | NuNew ft. Thanapat Kawila |         |

## Tác phẩm âm nhạc

### Ca khúc
| Năm  | Ca khúc                                                           | Ghi chú                                                                                                  |
| ---- | ----------------------------------------------------------------- | --- |
| 2023 | สงสัยโลกอยากให้เรารักกัน (Phải chăng thế giới muốn chúng ta yêu nhau) | Cùng với Film Thanapat                                                                                   |
| 2023 | ไว้ใจฉันได้เสมอ (Em luôn có thể tin tưởng vào anh)                   | Cùng với Film Thanapat (OST. "Laws of Attraction")                                                       |
| 2023 | มีเธอมีฉัน (Safe Zone)                                               | Cùng với Krist Perawat, Bright Norraphat, Film Thanapat, Gawin Caskey, Nanon Korapat, PERSES, Peck Palit |
| 2024 | อ่านแต่ไม่ตอบ (READ) (Đã đọc nhưng không hồi âm)                     | Đĩa đơn solo đầu tiên                                                                                    |

## Giải thưởng và đề cử
| Giải thưởng / Đơn vị tổ chức | Năm  | Tác phẩm                          | Hạng mục                                                | Kết quả   | Nguồn  |
| ---------------------------- | ---- | --------------------------------- | ------------------------------------------------------- | --------- | ------ |
| Thai Update                  | 2022 | Mộng Hồ Điệp                      | Nam diễn viên mới Thái Lan được yêu thích nhất năm 2022 | Đoạt giải | [ 13 ] |
| ttdesign                     | 2023 | Mộng Hồ Điệp                      | Ngôi sao đang lên của năm 2022                          | Đoạt giải | [ 14 ] |
| Kazz Magazine                | 2023 | Mộng Hồ Điệp                      | Boys of the Year                                        | Đoạt giải | [ 15 ] |
| TV Gold Awards 37th          | 2023 | Mộng Hồ Điệp                      | Nam diễn viên phụ xuất sắc nhất                         | Đề cử     | [ 16 ] |
| Giải thưởng Ngôi Sao Xanh    | 2024 | Mộng Hồ Điệp                      | Nam diễn viên nước ngoài được yêu thích nhất            | Đoạt giải | [ 6 ]  |
| Y UNIVERSE AWARDS 2023       | 2023 | Laws of Attraction (Luật hấp dẫn) | Nam diễn viên chính xuất sắc nhất                       | Đề cử     |        |
| Thai Update                  | 2024 |                                   | Nam diễn viên được yêu thích nhất năm 2024              | Đoạt giải | [ 17 ] |